# Memoriale USS Arizona

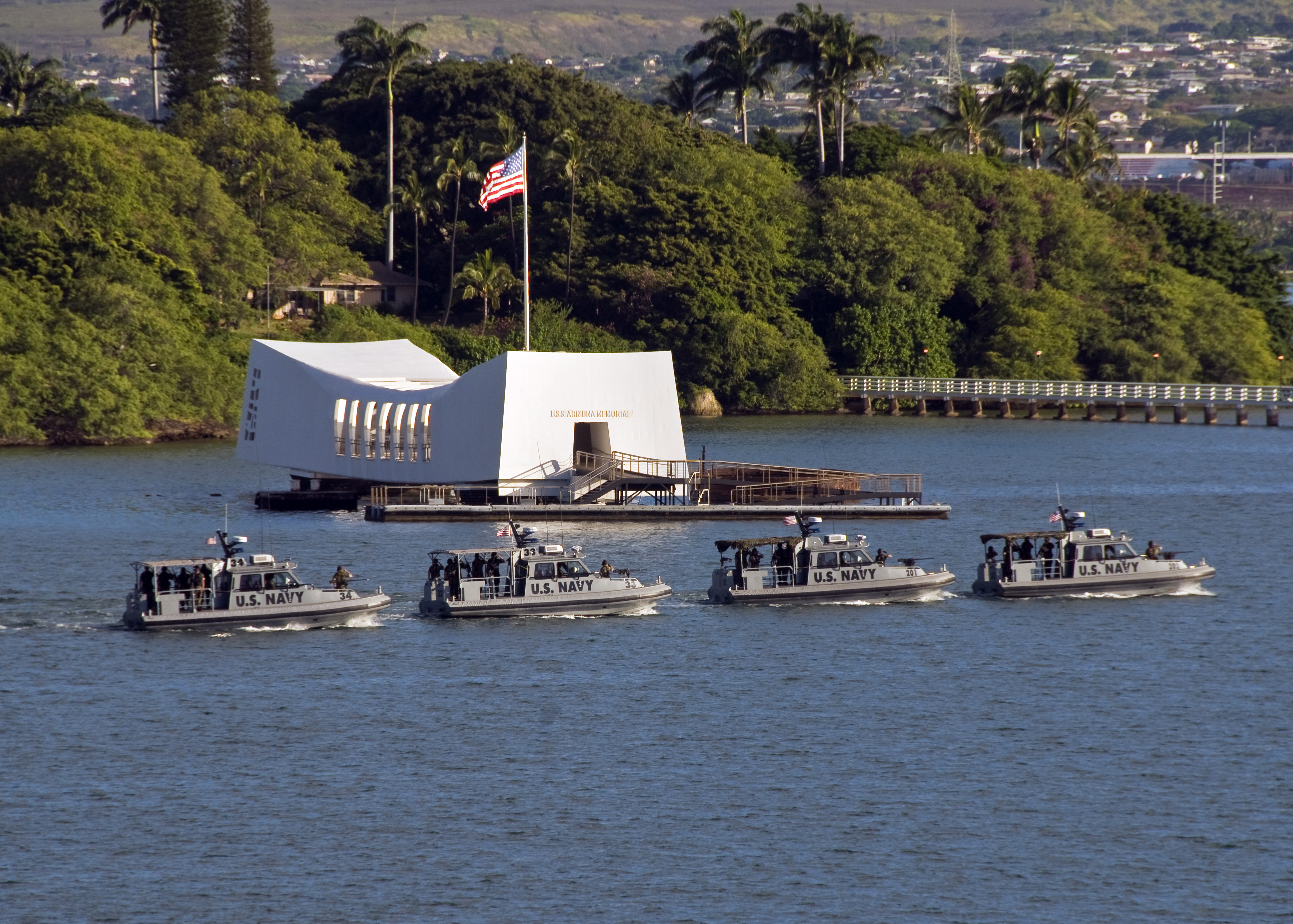
Il monumento dedicato al USS Arizona

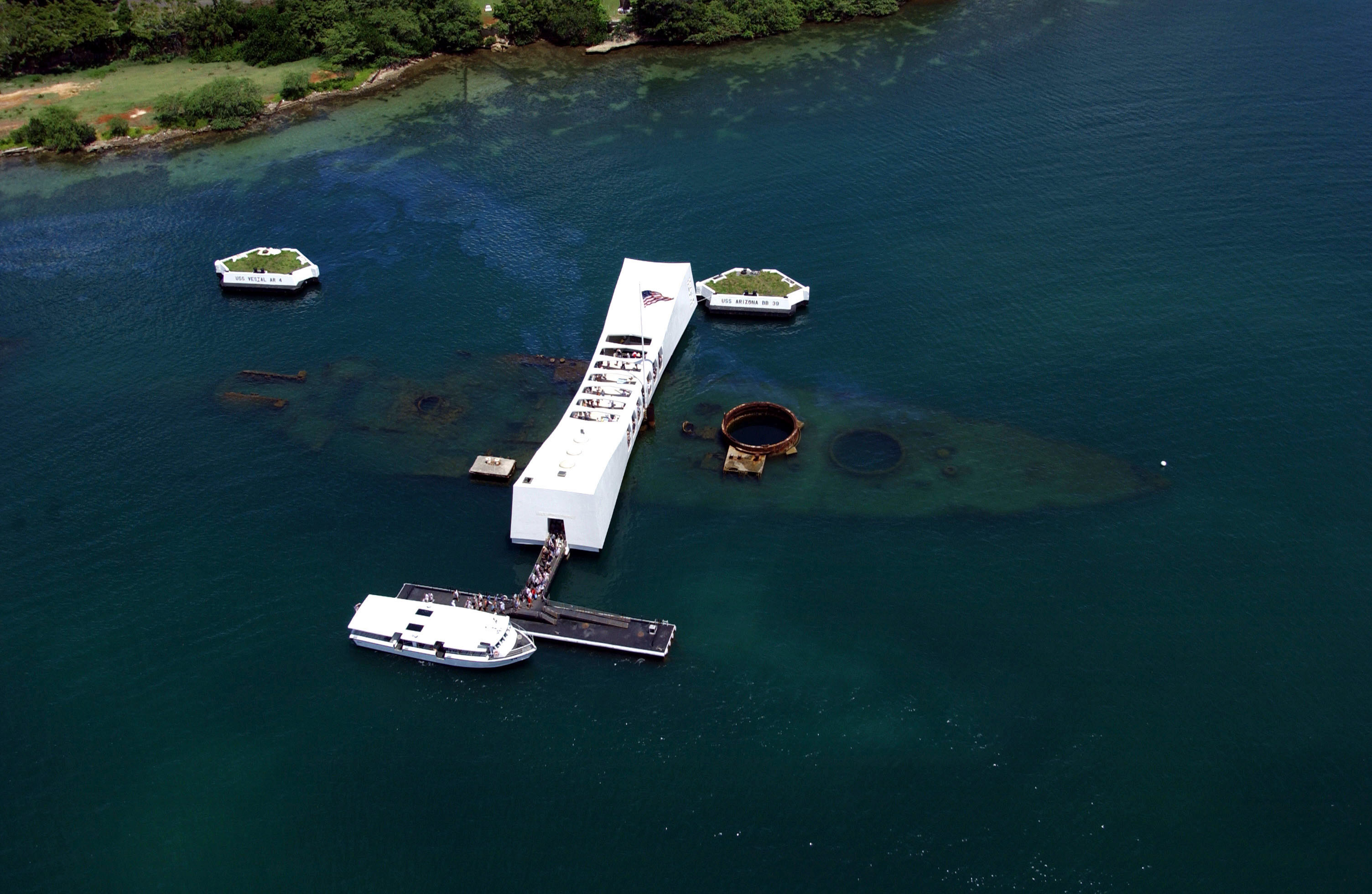
Vista aerea del monumento

La USS Arizona Memorial è situata a Pearl Harbor a Honolulu, Hawaii. Essa segna il luogo dove la USS Arizona (BB-39) venne bombardata dall'aviazione della Marina Imperiale Giapponese. Nell'attacco perirono 1.177 marinai e marines sui 1.512 a bordo. L'attacco di Pearl Harbor e all'isola di Oahu scatenarono il coinvolgimento diretto degli Stati Uniti nella seconda guerra mondiale.

## Storia
Il ricordo dell'attacco giapponese del 7 dicembre 1941 è rappresentato dal monumento denominato "USS Arizona Memorial"; esso è costituito dal relitto della corazzata, immerso in pochi metri d'acqua, sormontato da una struttura fissa che ne permette la visione.
Subito dopo l'affondamento le torri corazzate della nave vennero rimosse, insieme ai torrioni di comando ed a parte della sovrastruttura, ed il relitto debitamente segnalato; questo, nel 1962, venne reso visibile mediante la costruzione di un pontile coperto che attraversa trasversalmente lo scafo, ed il monumento, accessibile solo con battelli, è visitato in media da un milione di ospiti all'anno.
Sulla terraferma, sempre nella baia, si trova l'edificio dell'USS Arizona Memorial Visitor Center, un monumento inaugurato nel 1980 e contenente lapidi con i nomi dei marinai che persero la vita sulla nave durante l'attacco. Il 7 dicembre è ricordato ancora oggi come "il giorno dell'infamia" e le scuole ed istituzioni statunitensi issano la bandiera a mezz'asta, anche se il giorno non è considerato festa nazionale.